# Plesiosiro madeleyi
Plesiosiro madeleyi (лат.) — вид вымерших паукообразных, единственный в семействе Plesiosironidae и отряде Haptopoda. Ископаемые остатки обнаружены в отложениях каменноугольного периода (318,1—314,6 млн лет назад), Косли (52,6° с. ш., 2,1° з. д.), графство Уэст-Мидлендс, Великобритания.

## Описание
Длина тела составляет около 1 см (карапакс около 5 мм). Тело дорзовентрально сплющенное. Опистосома состоит из 12 сегментов. Хелицеры и педипальпы мелкие. Из четырёх пар ног первая и последняя пары более длинные, чем 2-я и 3-я. Имеет крупный опистосомальный вентральный склерит и широкое соединение просомы и опистосомы (напоминая тело сенокосцев). Предположительно был хищником, так как имел зубцы на бёдрах передних пар ног для удерживания добычи.

## Систематика
Впервые описан по отпечаткам в 1911 году британским зоологом и арахнологом Реджиналдом Пококом (1863—1947). Ископаемые остатки были детально переописаны Александром Петрункевичем в 1949 году и Джейсоном Данлопом в 1999 году.
Отряд Haptopoda включён в состав группы Schizotarsata Shultz, 2007, который вместе с кладой Pedipalpi (Amblypygi, Schizomida, Thelyphonida) образует подкласс Tetrapulmonata (Pantetrapulmonata).